# رافع رواجبة
رافع توفيق حسين رواجبة (أبو باسل؛ وُلد في 20 يناير 1962 في روجيب - ) سياسي فلسطيني برتبة لواء، شغل منصب في 7 يناير 2014 منصب محافظ محافظة قلقيلية واستمر فيه حتى إحالته للتقاعد في 10 أغسطس 2023.

## أوسمة
في 17 أغسطس 2023، منحه الرئيس محمود عباس نجمة الاستحقاق من وسام دولة فلسطين، وسلمهم إياه خلال لقاءه لتكريم المحافظين المحالين للتقاعد في 20 أغسطس 2023.